# 378 v. Chr.
Portal Geschichte | Portal Biografien | Aktuelle Ereignisse | Jahreskalender | Tagesartikel

◄ |
5. Jahrhundert v. Chr. |
4. Jahrhundert v. Chr. |
3. Jahrhundert v. Chr. |
►

◄ | 390er v. Chr. | 380er v. Chr. | 370er v. Chr. | 360er v. Chr. |
350er v. Chr. |
►

◄◄ | ◄ | 381 v. Chr. | 380 v. Chr. | 379 v. Chr. | 378 v. Chr. |
377 v. Chr. |
376 v. Chr. |
375 v. Chr. |
► |
►►

## Ereignisse

### Politik und Weltgeschehen

#### Griechenland
- Unter dem Feldherren Chabrias gelingt Athen nahe Theben ein Sieg über Sparta unter Agesilaos II.

#### Griechische Kolonien
- Dionysios I. von Syrakus unterwirft die griechische Siedlung Kroton in Südkalabrien. Das Heiligtum der griechischen Göttin Hera am Capo Colonna wird von seinen Truppen geplündert. Hier befand sich bis dahin der Versammlungsort des Italiotischen Bundes der griechischen Städte in Süditalien. Neuer Versammlungsort wird Herakleia in Lukanien.

#### Römische Republik
siehe Hauptartikel Römische Republik
- Spusius Furius Medullinus, Licinus Menenius Lanatus, Marcus Horatius Pulvillus, Quintus Servillius Fidenas, Publius Cloelius Sicilus und Lucius Geganius Macerinus werden römische Konsulartribunen.
- Spurius Servilius Priscus und Quintus Cloelius Siculus werden römische Censoren.

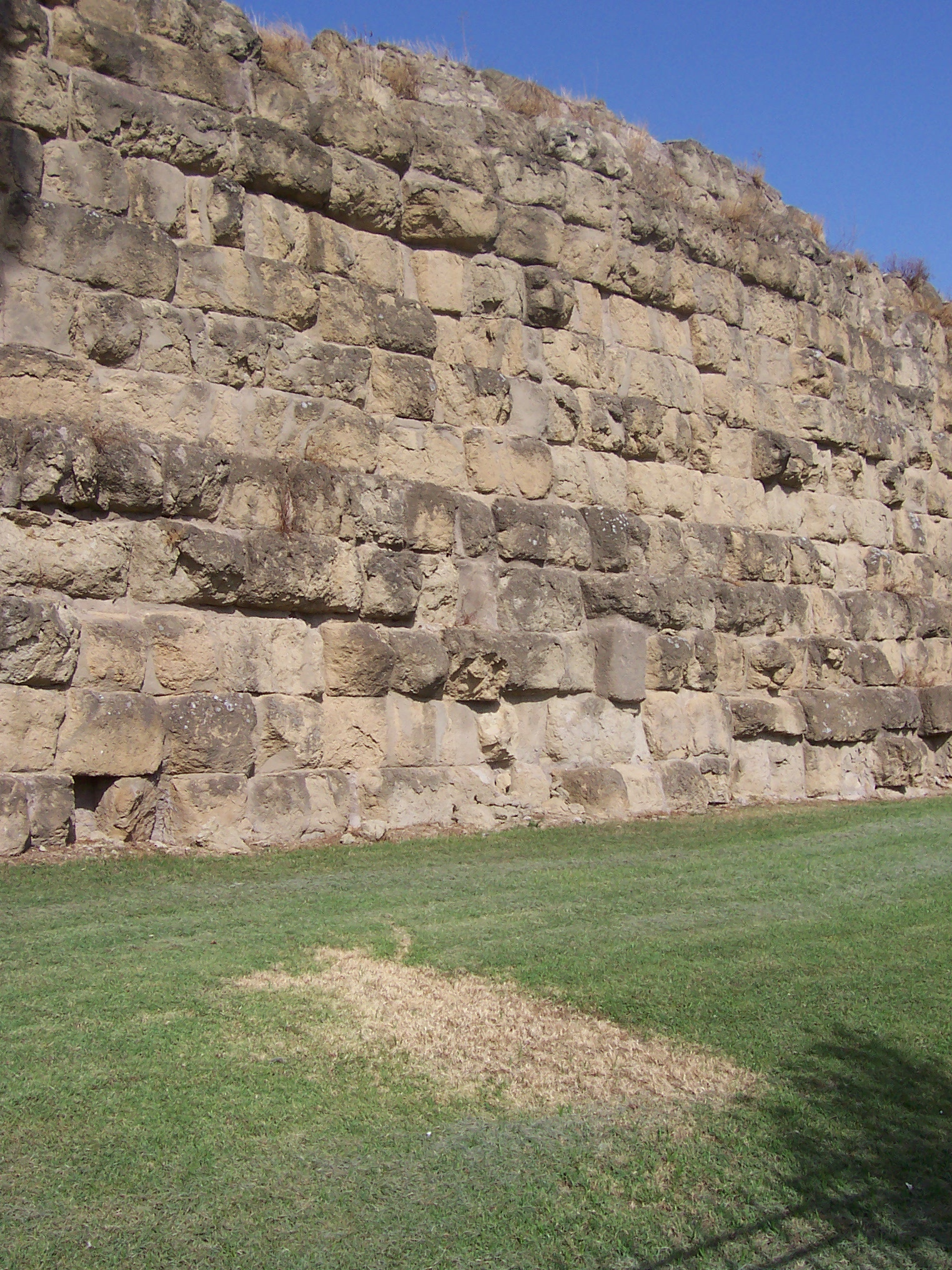
Überreste der Servianischen Mauer

- In Rom beginnt nach dem einige Jahre zuvor erfolgten Einfall der Kelten der Bau einer neuen Stadtmauer, später bekannt als Servianische Mauer.

### Wissenschaft und Technik
- In seinem 26. Regierungsjahr (379 bis 378 v. Chr.) lässt der achämenidische König Artaxerxes II. den Zusatzmonat Addaru II schalten, der am 18. März[1] beginnt.
- Babylonische Astronomen protokollieren ihre Beobachtungsergebnisse der Mondfinsternis vom 1. April (15. Addaru II).[1]
- Im babylonischen Kalender fällt der Jahresbeginn des 1. Nisannu auf den 17.–18. April[1]; der Vollmond im Nisannu auf den 30. April–1. Mai[1] und der 1. Tašritu auf den 11.–12. Oktober[1].[2]

## Geboren
- um 378/377 v. Chr.: Theopompos, griechischer Geschichtsschreiber und Rhetoriker († zwischen 323 und 300 v. Chr.).